# Constantius I Chlorus
Constantius I Chlorus (Flavius Valerius Constantius), född cirka år 250 i Dardanien, död 25 juli 306 i Eboracum (nuvarande York), Britannien, inom tetrarkin romersk kejsare över den nordvästra delen av riket 293–305 med titeln caesar och 305–306 titeln augustus (huvudkejsare). Hans första hustru var Helena av Konstantinopel och hans andra var Flavia Maximiana Theodora. Constantius I Chlorus var far till Konstantin den store.

## Biografi
Constantius härstamning är okänd. Tillnamnet Chlorus, av grekiskans χλωρός, "blek", förekommer endast i sentida källor. Möjligen var han av illyrisk härkomst, men enligt en senare familjetradition skulle han ha härstammat från Claudius II. År 289 intog han en hög ställning vid Maximianus hov och adopterades 293 av denne. Han utsågs till cæsar den 1 mars 293 i enlighet med Diocletianus författning, med Gallien och Britannien som verksamhetsområden. Hans residensstad blev Trier. En av hans första åtgärder som kejsare var att gå i fälttåg mot Allectus, som hade tagit makten i Britannien. Denne besegrades och stupade 296.
Utom detta fälttåg hade Constantius att vid Rhengränsen utkämpa strider mot alemanner och franker. Sin riksdel styrde Constantius med kraft. Den av Diocletianus anbefallda förföljelsen av kristna antog i Constantius områden mildare former och riktade sig nästan uteslutande mot kyrkobyggnaderna. När de båda kejsarna Maximianus och Diocletianus avgick i augusti 305, blev Constantius augustus (huvudkejsare), men stupade redan 306 i Britannien, dit han kallats för försvara provinsen mot anfallande skottar och pikter.